# Willem Smit (biljarter)
Willem Hendrik Smit ('s-Hertogenbosch, 10 augustus 1873 – Haarlem, 17 oktober 1933) was een Nederlandse biljarter. Hij nam in seizoen 1927–1928 deel aan het nationale kampioenschap driebanden in de ereklasse.

## Deelname aan Nederlandse kampioenschappen in de Ereklasse
| Nr. | Kampioenschap        | Plaats   | Klassering | Alg. gemiddelde |
| --- | -------------------- | -------- | ---------- | --------------- |
| 1.  | Driebanden 1927–1928 | Den Haag | 4e         | 0,456           |